# Maître de Paul et Barnabé
Le Maître de Paul et Barnabé est un peintre anonyme des Pays-Bas du début du XVIe siècle.

## Œuvres

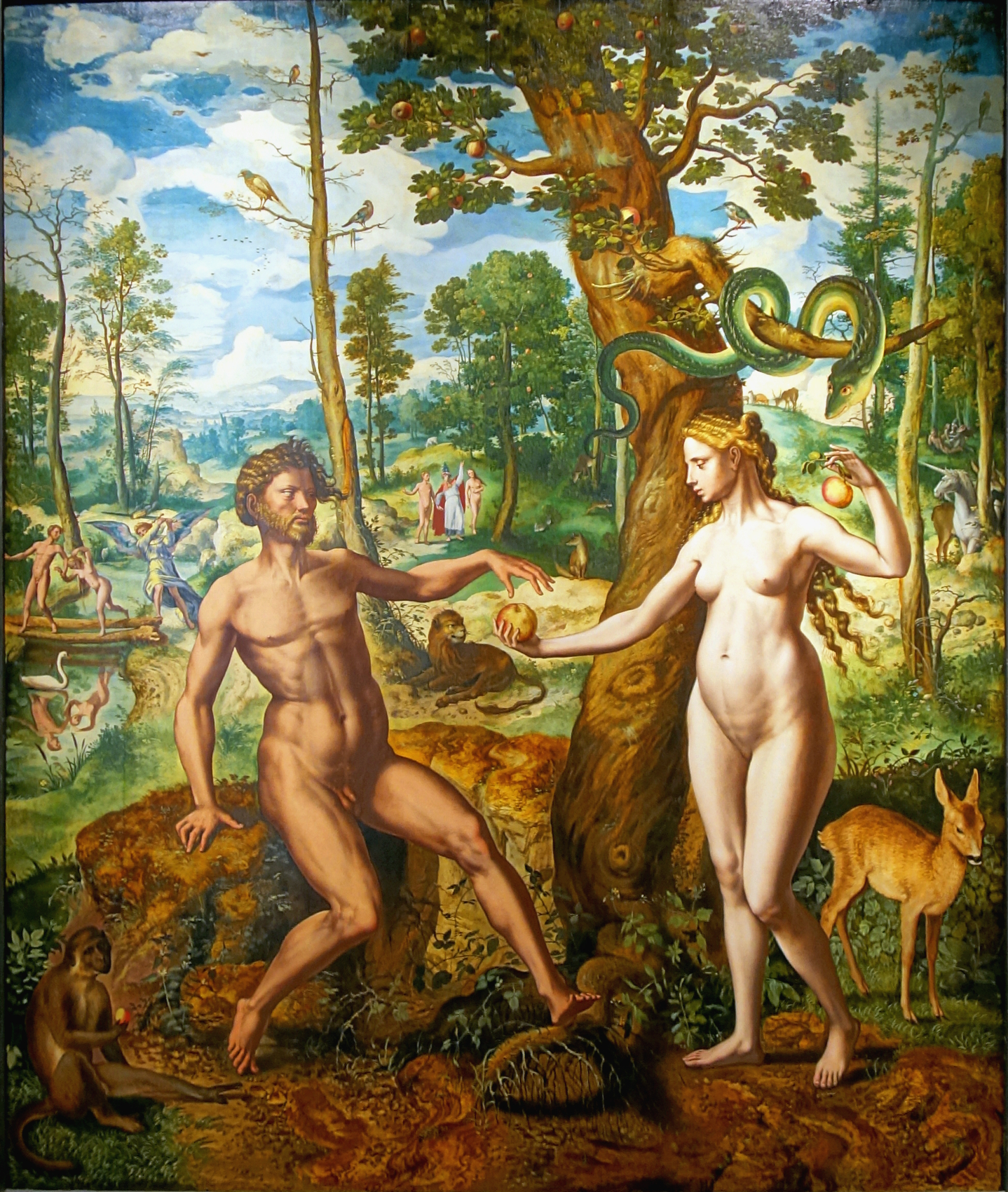
La Chute, musée des Bons-Enfants, Maastricht

Œuvres du Maître de Paul et Barnabé :
- Paul et Barnabé à Lystre, 1535-1540, huile sur panneau, 59,5 × 85,5 cm, musée des beaux-arts, Budapest, inv. 4315.[ref. 1]
- Guérison du paralytique de Capharnaüm, huile sur bois, 98,2 × 142,2 cm, musées royaux des beaux-arts de Belgique, Bruxelles, inv. 12065.[ref. 2]
- Épiphanie, huile sur bois, 91,5 × 73 cm, musée national d'art de Catalogne, Barcelone, inv. 064104-000 (Galerie : 1).[ref. 3]
- La Chute, huile sur panneau, 200 × 168 cm, musée des Bons-Enfants, Maastricht (Galerie : 2).[ref. 4]

Œuvres en collaboration :
- Jan Sanders van Hemessen et Maître de Paul et Barnabé, L'Enfant prodigue, huile sur bois, signée et datée en bas à gauche : IOES DE HEMESSEN / PINGEBAT, 1536, 14 × 19,8 cm, musées royaux des beaux-arts de Belgique, Bruxelles, inv. 2838 (Galerie : 3).[ref. 5]
- Jan van Hemessen, avec la collaboration incertaine du Maître de Paul et Barnabé, du Monogrammiste de Brunswick et de Jan Swart, Joyeuse compagnie, huile sur panneau de chêne, 83 × 111,5 cm, Staatliche Kunsthalle Karlsruhe, Karlsruhe, inv. 152.[ref. 6]
- Jan van Hemessen et Maître de Paul et Barnabé, Triptyque du Jugement dernier, église Saint-Jacques, Anvers.[ref. 7]

## Galerie

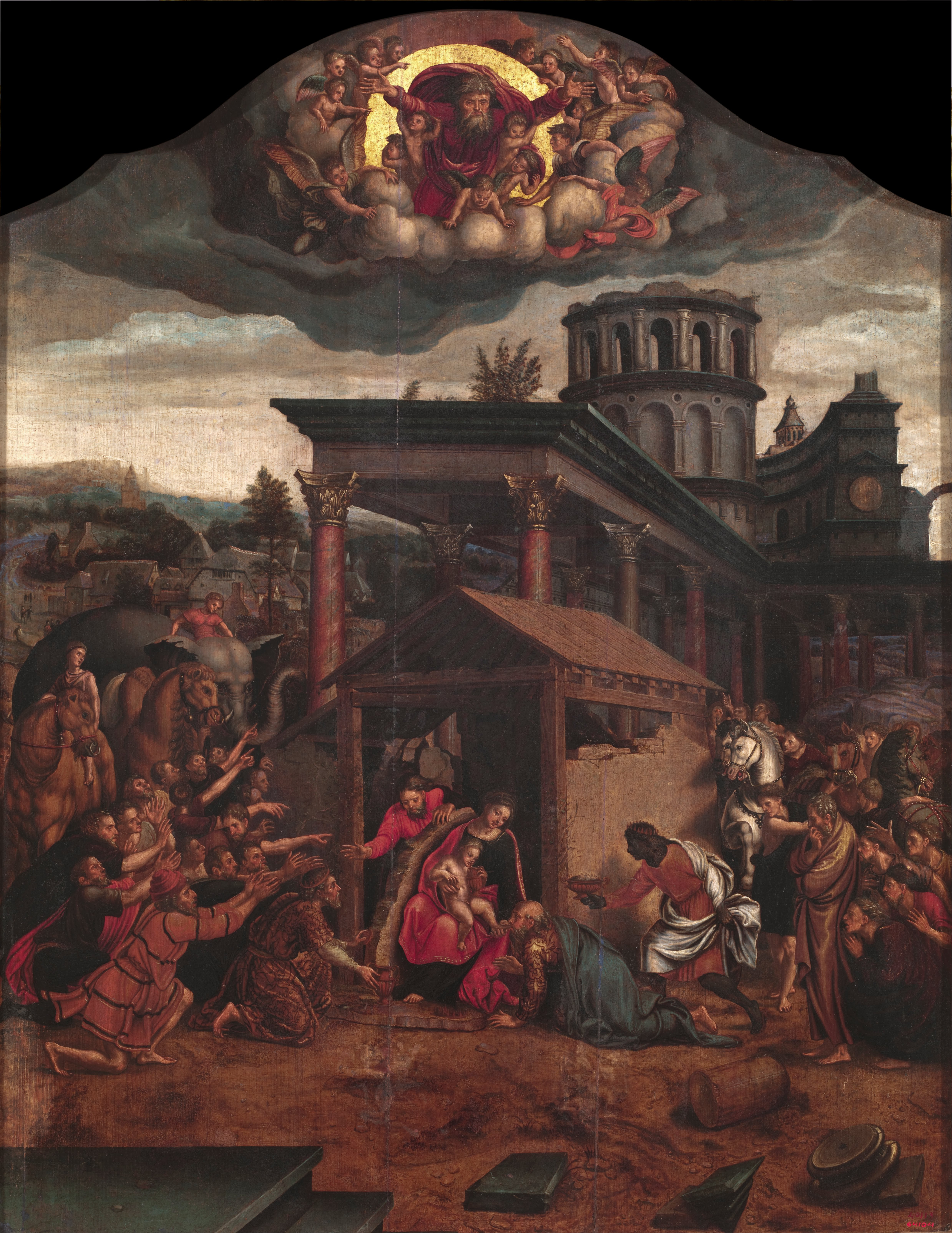
1. Épiphanie, musée national d'art de Catalogne, Barcelone.
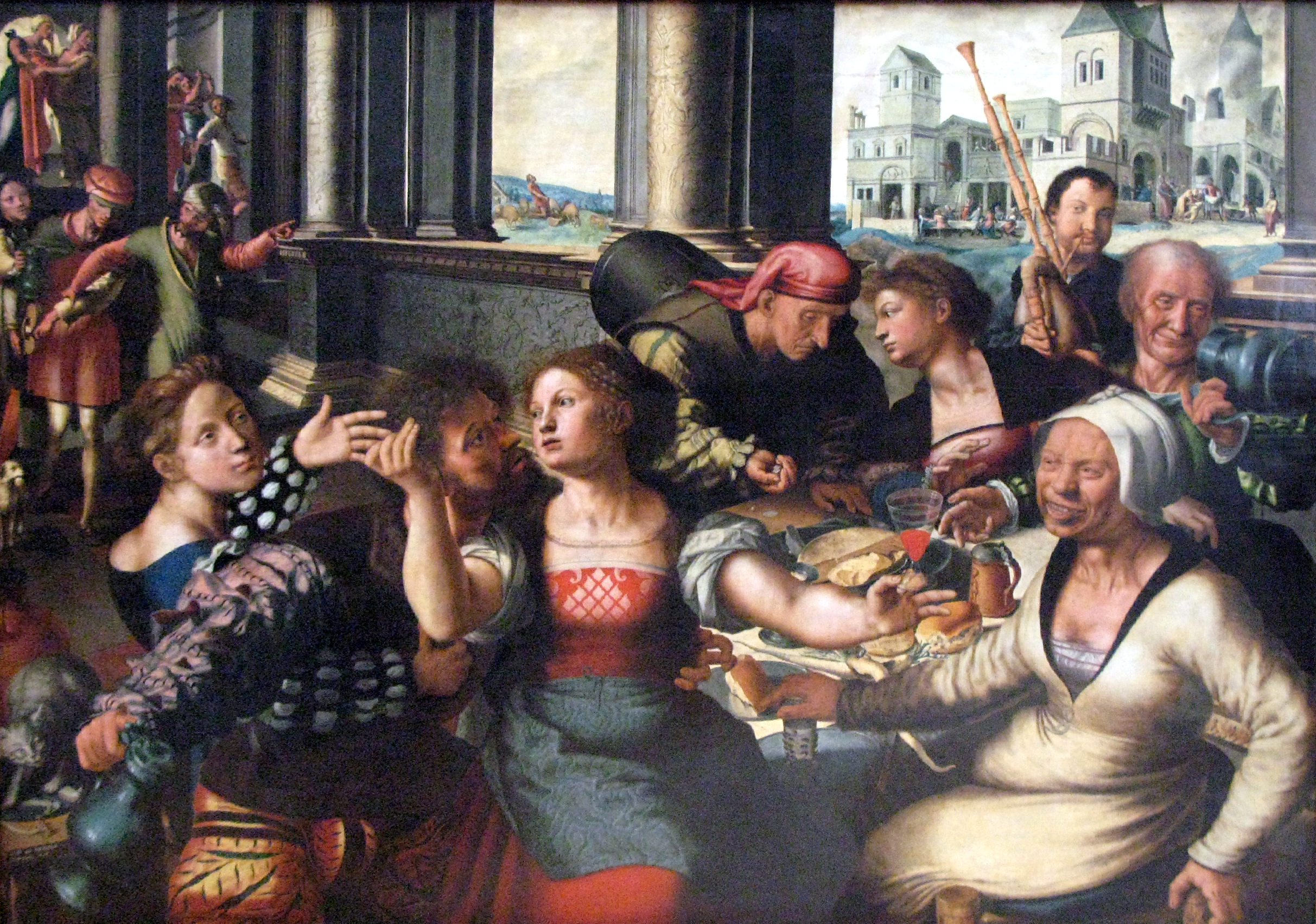
2. Jan Sanders van Hemessen et Maître de Paul et Barnabé, L'Enfant prodigue, 1536, Bruxelles.